# Condado de Wyoming (Pensilvania)
El condado de Wyoming es un condado ubicado en el estado de Pensilvania. En 2000, su población era de 28.080 habitantes. El condado fue creado en 1842 a partir de partes del Condado de Luzerne. Su sede está en Tunkhannock.

## Geografía
- Condado de Susquehanna (norte)
- Condado de Lackawanna (este)
- Condado de Luzerne (sur)
- Condado de Sullivan (oeste)
- Condado de Bradford (noroeste)

## Demografía
Según el censo de 2000, el condado cuenta con 28.080 habitantes, 10.762 hogares y 7.705 familias residentes. La densidad de población es de 27 hab/km² (71 hab/mi²). Hay 12.713 unidades habitacionales con una densidad promedio de 12 u.a./km² (32 u.a./mi²). La composición racial de la población del condado es 98,28% Blanca, 0,53% Afroamericana o Negra, 0,17% Nativa americana, 0,27% Asiática, 0,01% De las islas del Pacífico, 0,15% de Otros orígenes y 0,59% de dos o más razas. El 0,67% de la población es de origen Hispano o Latino cualquiera sea su raza de origen.
De los 10.762 hogares, en el 33,20% de ellos viven menores de edad, 58,10% están formados por parejas casadas que viven juntas, 9,30% son llevados por una mujer sin esposo presente y 28,40% no son familias. El 24,10% de todos los hogares están formados por una sola persona y 9,90% de ellos incluyen a una persona de más de 65 años. El promedio de habitantes por hogar es de 2,55 y el tamaño promedio de las familias es de 3,02 personas.
El 25,50% de la población del condado tiene menos de 18 años, el 8,00% tiene entre 18 y 24 años, el 28,10% tiene entre 25 y 44 años, el 25,20% tiene entre 45 y 64 años y el 13,20% tiene más de 65 años de edad. La mediana de la edad es de 38 años. Por cada 100 mujeres hay 98,60 hombres y por cada 100 mujeres de más de 18 años hay 95,80 hombres.

## Localidades

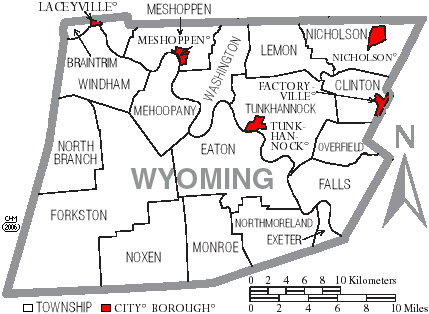

### Boroughs
Factoryville |
Laceyville |
Meshoppen |
Nicholson |
Tunkhannock

### Municipios
Braintrim |
Clinton |
Eaton |
Exeter |
Falls |
Forkston |
Lemon |
Mehoopany |
Meshoppen |
Monroe |
Nicholson |
North Branch |
Northmoreland |
Noxen |
Overfield |
Tunkhannock |
Washington |
Windham

### Lugares designados por el censo
Lake Winola |
Noxen |
West Falls